# Argumento ad antiquitatem
El argumento ad antiquitatem (también llamado apelación a la tradición) es una falacia lógica que consiste en afirmar que, si algo se ha venido haciendo o creyendo desde hace tiempo, entonces es que está bien o es verdadero.
Tanto este argumento como su opuesto, el argumento ad novitatem (también llamada apelación a la novedad), son falaces porque la veracidad de un argumento no depende de si este es nuevo o antiguo, sino de los hechos y evidencias que lo apoyan.
Además, este tipo de argumento (cuya frase significativa se encarna en «todo pasado fue mejor») hace dos suposiciones:
- Que la antigua manera de pensar fue probada como correcta cuando se introdujo, lo cual puede ser falso, ya que la tradición puede estar basada en fundamentos incorrectos.
- Que las razones que probaron este argumento en el pasado son actualmente vigentes para hoy. Si las circunstancias han cambiado esto puede ser falso.

## Estructura
1. A tiene más tiempo que B.
2. Por lo tanto, A es mejor que B.

## Ejemplos
- La sociedad siempre se ha desplazado montada a caballo. No hay por qué viajar ahora en coche. 
  - Refutación: Hoy en día hay que hacer viajes largos y los caballos no serían adecuados para recorrer esas distancias.
- Debe de ser una mala idea porque nadie lo ha hecho antes. 
  - Refutación: El que no se haya hecho antes no quiere decir que la idea vaya a fracasar.
- Estas leyes se han estado aplicando durante cien años. No hay razón para cambiarlas. 
  - Refutación: Pueden haberse producido cambios relativamente importantes que aconsejen su cambio.

Hay una famosa historia que ejemplifica el absurdo implícito de la apelación a la tradición. En la misma, se halla una mujer que, cada vez que cocina jamón, empieza cortando un extremo de este y tirándolo. Cuando su hija le pregunta por este comportamiento, ella admite que lo hace solamente porque su madre lo hacía de esa manera. A la última le entra curiosidad y le pregunta a su progenitora sobre por qué cortaba el jamón de esa manera; pero ella de nuevo le dice que lo hace porque así es como su madre lo hacía. Cuando van las dos a preguntar a la abuela, ella dice que cortaba el extremo del jamón únicamente porque, de otra forma, no cabía en su cacerola, hoy obsoleta. Hay diversas variantes de esta historia.

## Falacia opuesta
La falacia opuesta es la apelación a la novedad, que afirma que algo es bueno solamente por ser nuevo.
Tanto el argumento ad antiquitatem como su opuesto, de apelación a la novedad, son falaces, puesto que la veracidad de un argumento no depende de si este es nuevo o antiguo, sino de los hechos y evidencias que apoyan dicha idea.